# Bonamico (scultore)
Bonamico (Pisa, XII secolo – XII secolo) è stato uno scultore e architetto italiano, attivo nella seconda metà del XII secolo..

## Biografia
Il magister Bonamico è stato un architetto e scultore attivo principalmente nel territorio senese e pisano nella seconda metà del XII secolo. Di lui rimangono solo due opere autografe ma sono state sufficienti per farlo diventare una delle personalità di più alto livello e di originalità del periodo, anche se non è paragonabile ai suoi contemporanei Guglielmo e Biduino che probabilmente furono anche i suoi maestri.
Le due testimonianze autografe sono contenute in due iscrizioni poste una (OPUS QUOD VIDETIS BONUS AMICUS FECIT P(ro) EO ORATE (Bonamico fece l'opera che vedete pregate per lui) sul fronte d'altare raffigurante il Redentore e i simboli degli evangelisti conservato nel Museo Nazionale di San Matteo a Pisa e donato dal Sig. Piero Biancani da Castellina Marittima. Quest'opera non è datata ma è ascrivibile all'ambito pisano della seconda metà del XII secolo; la seconda testimonianza (OPUS QUOD / VIDETIS BO/NUS AMI/CUS MAG/ISTER FE/CIT P(ro) EO ORETIS (Il maestro Bonamico fece l opera che vedete pregate per lui) si trova nella pieve di San Giovanni Battista a Mensano dove viene definito magister e ciò ha fatto supporre che in quel caso abbia anche rivestito il ruolo di architetto anche se quello che è certo è che in quel caso abbia realizzato alcuni capitelli e forse un pulpito oggi scomparso.

## Opere

### Opere documentate
- Fronte d'altare con simboli evangelici e Agnus Dei, donato dal Sig. Piero Biancani da Castellina Marittima e oggi al Museo Nazionale di San Matteo;
- Capitelli della Pieve di San Giovanni Battista a Mensano

### Opere presunte
- Decorazioni del portale est del Battistero di Pisa;
- David citaredo, in origine sulla facciata della Cattedrale di Pisa, oggi al Museo Nazionale di San Matteo
- David, di ignota provenienza e conservato al Museo Nazionale di San Matteo
- Pulpito del Duomo di Volterra